# サン＝ニック
サン＝ニック （Saint-Nic、ブルトン語:Sant-Vig）は、フランス、ブルターニュ地域圏、フィニステール県のコミューン。

## 歴史
サン＝ニックの名は、ブルトン聖人の1人である聖メオック（Saint Maeoc）からきている。この聖人の名称には様々なつづりがあり、saint Maëc、saint Mayeux、saint Mieux、saint Mic、saint Nicとも書かれる。教区としてのサン＝ニックの名称は、11世紀の憲章で Plebs Sent Nic in pago PorzoedまたはPlebs Sent Micとして現れる。14世紀にはSeinctnic、1410年にはSaint Vic、1599年にはSaint Nicと書かれた。アルモリカの原始キリスト教教区プロモディエルン解体後、サン＝ニックはコルヌアイユ司教区に属した。
サン＝ニックは1675年の印紙税一揆に関係した事実で知られる。
1872年、フィニステール県議会はサン＝ニックに男子校を開校したことを報告した。当時学校のない県内コミューンは28あり、サン＝ニックに学校ができたことで1つ減った。

## 人口統計
| 1962年 | 1968年 | 1975年 | 1982年 | 1990年 | 1999年 | 2006年 | 2010年 |
| ------ | ------ | ------ | ------ | ------ | ------ | ------ | ------ |
| 957    | 898    | 806    | 728    | 709    | 705    | 740    | 737    |

参照元:1999年までEHESS、2000年以降INSEE

## 史跡
- サン・コム・エ・サン・ダミアン礼拝堂 - 15世紀より段階的に建設。聖コスマスと聖ダミアンは外科医と医師の守護聖人である。この礼拝堂ではキリスト教以前の異教信仰の名残を見ることができる。礼拝堂付属の泉の水は、頭痛を治すことで知られていた。

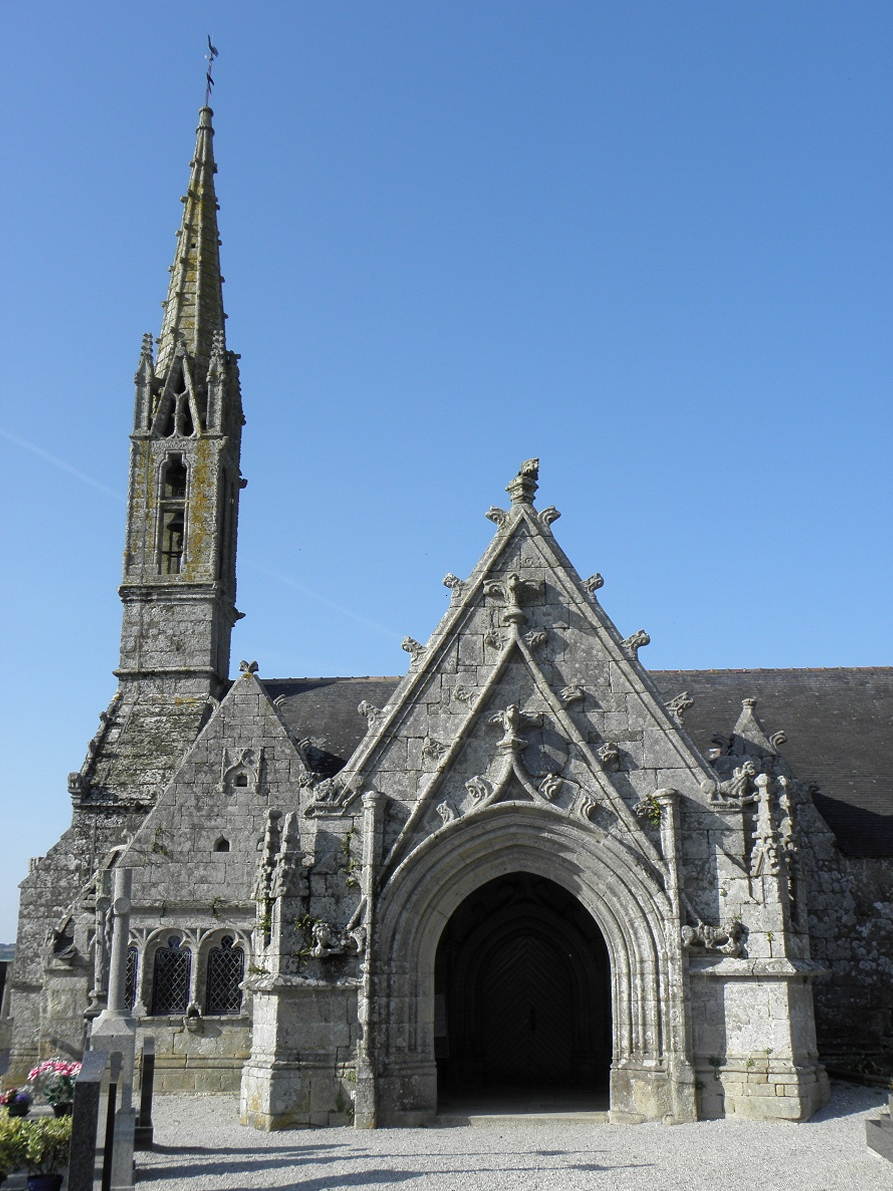
サン・ニケーズ教会
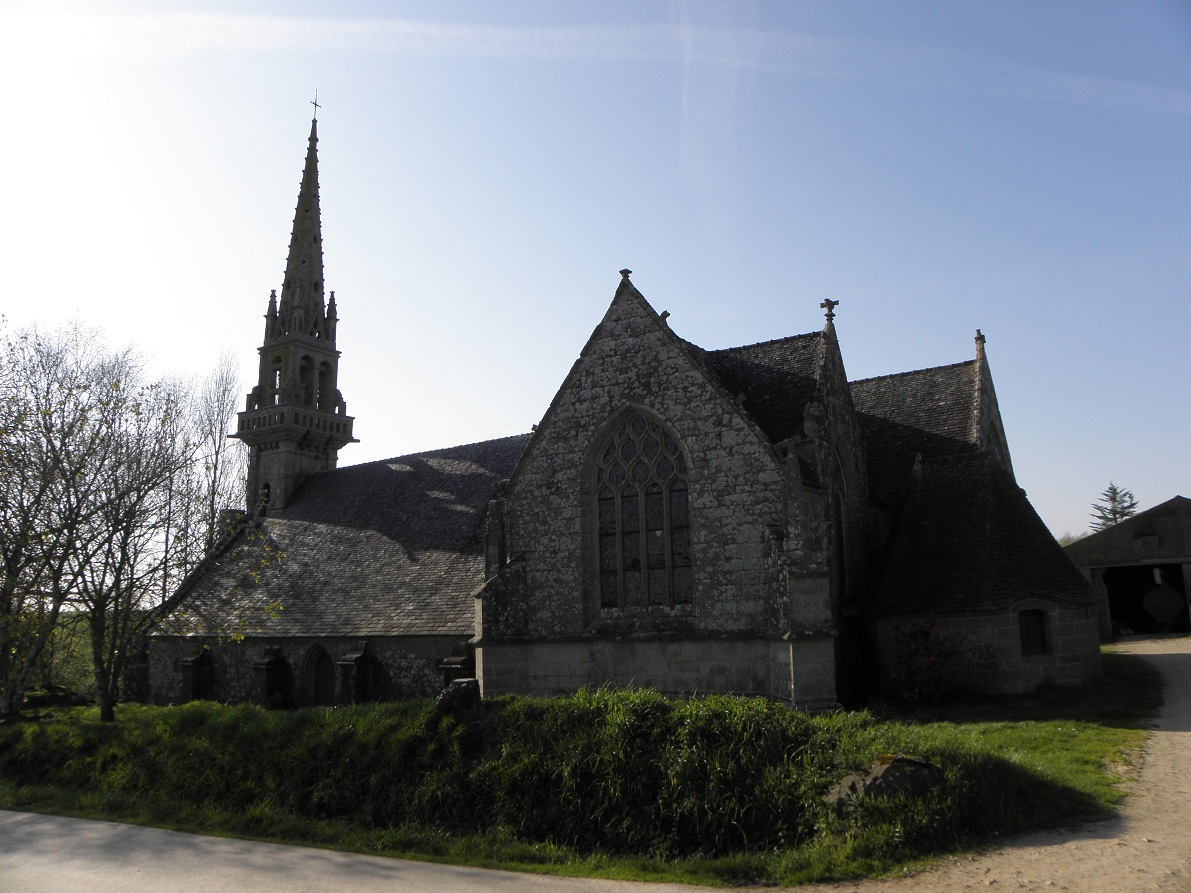
サン・コム・エ・サン・ダミアン礼拝堂